# Датска брадва
Датската бойна брадва е оръжие за ръкопашен бой, използвано по време на епохата на викингите и ранното средновековие. През X – XI век се разпространява и извън Скандинавия на територии със силно викингско влияние като Англия, Ирландия и Нормандия. Използвана е от Уилям Завоевателя в Англия и от крал Харолд в битката при Хейстингс. През XII век добива широка популярност в Европа и става основно оръжие на пехотата, предпочитано от рицарите.
Острието на датската бойна брадва е с характерна форма, а режещата повърхност е изкована с подсилен режещ ръб и достига до 46 cm. Бойната глава е направена от кована въглеродна стомана, за да е по-здрава. Дължината на дръжката варира от 1,2 до 1,8 метра.
Датската бойна брадва се използва масово на европейските бойни полета чак до XIV век, когато постепенно е изместена от други сходни оръжия.